# プレイボーイ (パチスロ)
プレイボーイ （PLAY BOY）とは、2007年に山佐が発売したパチスロ機。『プレイボーイ』のロゴを使用したタイアップ機である。⌀25仕様の「プレイボーイ」と⌀30（沖スロ）仕様の「プレイボーイ-30」の2機種が存在する。

## 概要
山佐の5号機第1弾であるプレイボーイは完全告知のパチスロ機である。基本的にはボーナスが成立したゲームの第3リール停止後、ボタンを離すと同時に告知される。告知は音と共にアーチ部分とウサギの形をしたランプが光る。完全告知ではあるが、レバーオンから第3リール停止、払い出し時など様々な場面で払い出し音やストップ音、テンパイ音の変化や台の一部が光るなど約140もの演出があり、それらが発生するとその時点でボーナス確定である。これらの演出を本機種の公式サイトでは「違和感」と呼称している。
5号機の特徴である小役とボーナスの重複も採用されている。全ての小役で重複の可能性があるが、特にブドウは3分の1で重複の可能性がある。なお、小役と重複した場合は告知は次のゲームに持ち越される。
ビッグボーナス終了後無条件で20ゲームのリプレイタイムに突入する。20ゲーム消化するかボーナスが成立するとリプレイタイムは終了する。
リール制御は順押し、中押し、はさみ打ちと打ち方によって変化する。
設定は4段階である。

### 沖スロ版
なお、沖スロ版として「プレイボーイ-30」も同時に発売された。異なる点としては
- ボーナス確率が低くなっている。
- リプレイタイムは搭載していない。
- 獲得枚数は多い。
- 配列が異なる。ボーナスの種類もビッグ、レギュラー1種類ずつ。
- 告知はレバーオン時または第1リール停止に「ボフッ!」という告知音とともにパネルが全消灯して告知される。
- 小役との重複はリプレイだけである。その分リプレイの次のゲームのレバーオン時は熱いというゲーム性である。

また、本機は、1999年に発売された『レキオ-30』の告知音が使用され、『レキオ-30』の後継機的扱いがされており、沖縄県では『トリプルクラウン-30』や『ニューハナハナ30』と同様大量設置され、人気を3分している。

### Limited Edition
2008年2月に発売。基本的にはプレイボーイと同じであるが異なる点もある。
- 設定が6段階。
- 各ボーナスの獲得枚数アップ（ビッグが311枚、レギュラーは207枚）。
- レギュラーの後にも20ゲームのRTがついた。
- 違和感演出の総数が160にアップ。
- リール配列は基本的にはプレイボーイと同じだが、一部変更されている（0枚役の白7が増えている）。
- 最高設定の機械割が107.8%から112.0%にアップ。